# 浅見光彦
- 内田康夫 > 浅見光彦
  - 浅見光彦シリーズ > 浅見光彦

浅見 光彦（あさみ みつひこ）は、内田康夫の推理小説浅見光彦シリーズに登場する架空の人物。主役として登場する素人探偵で、本業はフリーのルポライターである。

## 特徴
初登場は『後鳥羽伝説殺人事件』。モデルは当時内田を担当していた廣済堂出版（『後鳥羽伝説殺人事件』を最初に刊行した出版社）の編集者。
名家の次男坊で、ブルゾン姿でトヨタ・ソアラを乗り回すという「清潔かつスタイリッシュにしてフランク」が特徴。これは「変わり者でアナーキーかつ不潔」（金田一耕助など）や「背広姿でピシッとキマりすぎている社会人として完全無欠なインテリジェンス」（明智小五郎）といった従来の日本の探偵像と一線を画して人気を得る。また、「長身かつ甘いマスクの33歳で独身貴族」といった設定が女性層の人気をつかみ、彼の登場する浅見シリーズはレディースコミックなどにおいて漫画化されているものも多数見受けられる。
内田の執筆作の中でも浅見光彦シリーズは群を抜いて数多く書かれており、名実共に内田康夫作品を代表する名探偵である。軽井沢（内田康夫の居住地）には浅見のファンクラブとクラブハウスが存在しており「浅見光彦倶楽部」と称する。ファンクラブ事務局の住所は長野県北佐久郡軽井沢町長倉504（浅見光彦記念館、一般財団法人内田康夫財団）。また、シャーロック・ホームズシリーズにおけるシャーロキアンのように、浅見光彦の研究を行っているファンをアサミストと称することがある。

## プロフィール
浅見光彦（あさみ みつひこ、2月10日生まれ、33歳）は、フリーのルポライター。近年は探偵としても有名。東京都北区西ケ原の出身・在住（浅見家の所在地は北区西ケ原3丁目）。
大学卒業（専攻は万葉集で小池拓郎が指導教授）後、商社・新聞社・薬品会社などを転々としてルポライターに。現在は主に旅雑誌「旅と歴史」を中心に、紀行文や旅案内のルポを専門として原稿を寄せているが、依頼があれば政治家や財界人へのインタビュー記事や商品の提灯持ちのような広告記事など、「毒にも薬にもならないもの」を書いている。
ルポの取材先などで殺人事件に巻き込まれる事が多く（一部の事情通は「自ら首を突っ込んで来る」と証言する）それに対して持ち前の好奇心で独自の調査を行うが、それが原因で地元警察に捕まる事があり、取り調べを受ける。その際、最初は家庭の事情から自身が警察庁刑事局長の浅見陽一郎の弟だというのを隠しているのだが、何らかの形でそれが判明すると地元警察は態度を変え（変えざるをえない）、刑事が協力的になるため、事件を担当する刑事と一緒に調査をすることもある。そして事件を解決に導く事が多くあるため「名探偵」と称される。だが、自らはその体験を記事などにする事はなく、その活躍は浅見から話を聞いた推理作家・内田康夫の著述物により明らかとなっている。
近年は探偵としての名声が上がっているため、内田氏などの知り合いを通じて直に探偵としての依頼を受けてしまう事も多い。しかし、現場では頑なに自らを「ルポライター」と主張する。
警察の科学捜査や組織捜査に対して否定こそはしないが、データを入力するのも出力された結果を分析するのも人間である以上、発想の飛躍は必要と考えており「科学捜査や組織捜査」に固執する刑事達を非難した事がある。
様々な事件を解決する度に、警察組織内に橋本警視や大原部長刑事といった「浅見教信者」が増えつつある。中には、煙たく思われつつも利用し利用されという関係の警察官もいる。
父は大蔵省（現・財務省）官僚（主計局長）の浅見秀一。光彦が13歳の時に次官就任を目前に他界し、現在は故人となっている。劇場版天河伝説殺人事件では、既に次官職に就いており在職中に死去したとの事。祖父の浅見陽祐は内務官僚であったが、戦後は公職追放となった。曽祖父も内務官僚であったという。
兄は警察庁刑事局長の浅見陽一郎警視監。
基本データの「33歳」は作中年齢。全作品においてそのように取り扱っており、生年については「○○と同じ年に生まれた」などとぼやかして書かれている。誕生日の「2月10日」は、彼のデビュー作『後鳥羽伝説殺人事件』の初版発行日。身長179cm、体重65kg。血液型はB型。幼少期から先代のお手伝いであるばあやに溺愛して育てられたとあり、ばあやが死んだ際は父の死よりもショックを受けたという（『天城峠殺人事件』より）。
浅見光彦が住んでいる西ケ原の家は兄・陽一郎が受け継いだ家であり、光彦は兄一家ならびに母と同居。要は部屋住みの居候である（家族は、当主の陽一郎はもちろんのこと母親の雪江は居候とは思っておらず、できればずっといても構わないと漏らす事はあったが、ただ、男子たるものという観点から早く自立して欲しいと言っている）。北区西ケ原は内田康夫のかつての居住地であり、1997年に内田は北区のアンバサダーになった。
先代のお手伝いさんからの慣例を引き継いで、自分より年下のお手伝い吉田須美子から「坊っちゃま」と呼ばれていて、30代になってもそう言われる事に慣れはしてもコンプレックスがある。タバコは吸うが、アルコールには弱い。お化けと飛行機が大の苦手。トマトも嫌いらしい。お化けが嫌いな理由は「何をされるか分からないから」（人間はできてもせいぜい人殺しぐらい）。飛行機が嫌いな理由は、飛行原理は理解できても墜落する可能性を考えたら体が硬直してしまうため。だが、ある事件をきっかけに飛行機に乗るようになり、時間もかからずに遠方に行けるメリットは評価するようになった。
乗っている車は白いソアラ・リミテッドである。このソアラのローンの支払いについては、「熊野古道殺人事件」の冒頭にもあるように支払は終わっていたが、この作中において「軽井沢のセンセ」（作者・内田康夫本人）が全損事故を起こし、廃車となる。「軽井沢のセンセ」の手配により再度ソアラを入手するも、その支払については、後の作品でローンを支払っていると記載がある為、面倒をみてもらっていないようである。
三流の私立大学卒業ではあるが、高校は進学校で有名な都立小石川高校。あまり勉強は熱心ではなかったが、テストのヤマをはるのが抜群で同級生にも頼られるほど。中学時代も勉強もせず成績上位に名を連ねており、それもあってクラス委員を務めていた（学年一の美少女と共に委員を務め、光光コンビと冷やかされていた）。だが、なぜか高校時代途中から学業がみるみる下がり、三流大学へ進学する羽目になる。
探偵としてのデビューは後鳥羽伝説の事件になる。大学時代に窃盗事件が起き柔道部の部員が嫌疑をかけられたが、その事件を鮮やかな推理で解決した。
父親である秀一の死は光彦が13歳の時だったが、多忙な官僚と言う事もあって家族的な接触が少なく、あまり親近感を抱いていなかった光彦は「どこか他人の様な感じ」と思っていた。ただ、死去した際はその事実を受け入れられず家から飛び出してしまい、お寺の境内の下に隠れていた。成人後、ある事件の際に、その寺の住職から父親の秀一の評価を聞き、ようやくその時になって父親を自分の中で受け入れる事が出来た。
先述の通り彼自身のルックスは悪くなく、家柄の点についても申し分は無いが、光彦自身は様々な事件で女性と知り合う機会があっても、最終的には本格的な恋仲になることはなく別れに至ってしまうため、母親の雪江からは残念がられることが多い。しかしこれは光彦が知り合う女性がいわゆる「ワケあり」ばかりであるが故に、光彦との恋愛どころではないのが実情である。実際、女性の身内や知人が殺人事件の被害者となるのはまだいい方で（「化生の海」など）、その女性と縁のある男性がいて光彦が身を引く決断をするに至る（「崇徳伝説殺人事件」など）といったことが起こっている。この点で光彦は、「ワケありな女性との出会いが多いが、ワケあり故に共に結ばれず、女性との幸せと縁遠い弟」であり、兄の陽一郎は「普通の女性の和子と結ばれ、2人の子宝に恵まれ、夫としても父親としても普通の幸せを手にした兄」という、実に正反対な兄弟となっている。
名家の次男坊という恵まれた経歴であるため、苦難の人生を歩んだ人間に対し「甘ったれた人生を歩んだ自分が」と考えることがあり、（事件解決のためでも）その心情に深く入り込めないこともある。

## 浅見光彦シリーズの登場人物
演はドラマでの俳優で日本テレビ版、TBS版、フジテレビ版、テレビ東京版、舞台版の順。声はゲーム及びドラマCDでの声優

### 浅見家の人々
家族構成は、光彦から見た場合「母、兄、兄嫁、姪、甥、自分、妹」となる。
浅見 雪江
演 - 乙羽信子、寿美花代/加藤治子→佐久間良子→竹下景子/野際陽子/丘みつ子/池上季実子　声 - 谷育子
72歳。陽一郎・光彦の兄弟にとっては、母・雪江は逆らえない存在。高級官僚で家庭持ちの兄と、無職に近いルポライターで独身の弟を何かにつけて比較して光彦を急かす。浅見家ではこれを「賢兄愚弟の法則」と言い、絶対真理の如き常識となっている。
雪江は光彦の探偵ぶりを快く思っていない。賢兄の足を引っ張る行為であり、高級官僚を輩出し続けてきた浅見家にとって恥であると考えているからである。が、他者が光彦の探偵としての才能を評価する事に対しては、謙遜してみせるが満更でもないらしい。何らかのやむをえない事情がある場合は、逆に光彦に事件を解決させようとする事もある。ただし、その際にも「陽一郎さんの迷惑にだけはならないように」と釘を刺すのを忘れない。浅見が現場で頑なに自らを「ルポライター」だと主張するのは、この母の影響である。好物は、平塚亭の団子である。
一方で熱しやすいところがあり、光彦を伴って旅行に出かけることもしばしば。行き先では必ずと言っていいほど殺人事件が起こり、光彦が解決に乗り出すことがある。
日本泳法の練士の資格を保有しており、水府流太田派の研究サークルの名誉会長を務めている。
叔父に大隅五郎陸軍少将がいる。
浅見 陽一郎
演 - 高橋悦史、高嶋政宏/村井國夫→風間杜夫→石丸幹二/西岡徳馬→榎木孝明/高橋克典/野村宏伸 声 - 大塚明夫
警察庁の刑事局長を務める光彦の兄。47歳。階級は警視監。光彦に引けを取らない推理力を持つ。兄弟仲は良好。父親が早くに死去した事もあり、光彦にとっては父親代わりでもある。幼少期から神童と呼ばれており、東大を首席で卒業。父親が死去した時すでに警察庁に入庁しており、優秀な官僚として陽一郎の同期内では既に出世頭であったらしい。警察庁に入庁したのは、父・秀一の「官僚なら大蔵か内務」という持論による（敗戦時、内務省の解体により創立された庁の一つが警察庁）。同期との仲も良好でそのほとんど多くが警察本部の本部長職に就いており、光彦が訪ねると「奴さんは元気か！」と歓迎されており、時折持たされる陽一郎のお土産、その同期への心配りは、光彦によると「敵はない」との事。光彦は出世頭の兄を素直に尊敬し、陽一郎もまた自分に無い才能を持ち、自分にできない生き方をする弟を認めており、密かに「天才」と評している。基本的に二人は互いの職域を越えないように気を配っているが、どうしても自らの手に余ると判断した場合は協力しあう事もある。妻は一歳年下の和子、子に「高校一年生」の智美、中学生の雅人がいる。
浅見 祐子
演 -  -/林美穂→秋月三佳、小出早織（連続ドラマ版）/山口まゆみ、石井香帆（幼少）/- /妃乃ゆりあ、惣田紗莉渚
光彦の妹で長女。大学生の時、事故に巻き込まれて死亡。とりもなおさず、この事故にまつわる謎こそが「名探偵・浅見光彦」を生み出すきっかけとなった。浅見が初めて探偵となった背景には、悲しくも強い家族の絆があったのである。
浅見 佐和子
光彦の妹で次女。留学のためにニューヨークに在住。陽一郎を「大きいお兄さん」・光彦を「小さいお兄さん」と呼んでいる。彼女の帰国（結局帰国しなかったが）で一時期、浅見家でひと悶着が起きた。
浅見 和子
演 - 泉晶子、秋篠美帆/山本郁子→鳥居かほり→魏涼子/五十嵐めぐみ/-/麻乃佳世
陽一郎の妻。46歳。光彦にとって「義姉さん」に当たる。温和な性格。
その他の家族
甥の浅見雅人は14歳の中学生で、光彦に「おじさん、イソーローって何？」と尋ねたことがある。姪の浅見智美は16歳の高校1年生で、ミッション系の女子高に通っていると『崇徳伝説殺人事件』で書かれている。

### 交友関係
吉田 須美子
演 - -/井上彩名→八木田麻衣→武重祐子→白石マミ→梶原麻莉子→田村愛→三橋愛永→浦まゆ、原沙知絵（連続ドラマ）/西尾まり→藤田瞳子/吉田美佳子/野中ぴよこ、塩崎沙織 声 - 小清水亜美
浅見家で雇われているお手伝い。27歳。愛称は「須美ちゃん」。
須美子は以前浅見家に仕えていた先代の「お手伝いのばあや」の同郷者であり、その後継として浅見家にやって来た。須美子の「坊ちゃま」はそのばあやから受け継がれた筋金入りの呼称である。
光彦に女性からの電話がかかってくると即座に「美人」と見破り、不機嫌になる。媒体によって「不機嫌」の描写は異なり、悲しそうにしたり恨みがましい感じとなっている。また警察からの電話に対しては露骨に冷たくなる。
お手伝いのばあや
須美子の前任のお手伝い。本名は不明。
幼少期から光彦を溺愛しており、何かと陽一郎側に立つ光彦の唯一の理解者であった。新潟県長岡市（やまあいの村）の出身。
藤田 克夫
演 - -/大和田伸也（連続ドラマ）/小倉久寛/- 声 - 一馬芳和
雑誌「旅と歴史」の編集長。お調子者で、何かと安い経費で浅見に仕事を依頼する。「竹人形殺人事件」では彼の父親が登場した。

### 宿敵
前述のとおり浅見シリーズは数多く、中には宿敵とも言える存在も何度か出てくる。
保全投資協会
「漂泊の楽人」で初登場した、金の現物まがい商法を持ちかけて多くの資産家・企業だけでなく高齢者をも騙して金銭を巻き上げていた詐欺集団。浅見の大学時代の友人が巻き込まれて命を奪われた。浅見は彼の敵を討つため、この団体を追い詰め、崩壊させた。その後、日本中に隠されたとされるこの詐欺集団の「隠し財産」をめぐり、浅見は様々な事件に関わり、時に隠し財産の奪還すら行うことになる。
また、それ故に、この団体の残党とその家族・縁者にとって、浅見は「愛する家族とそれが遺してくれた財産を無慈悲に奪い去った仇敵」であり、憎んでも（時には殺しても）飽き足らぬ相手である。後に発表された「浅見光彦殺人事件」にも、この協会の影がちらつき、そのために浅見を「親の仇」として憎悪の念を燃やし続ける、ある人物の存在が明かされる。
官僚・議員団体
主には兄・陽一郎の政敵や地方開発で利権をむさぼる政治家とそれを取りまとめている団体。浅見は時折、そうした連中の企みを潰して殺人事件の犯人を挙げている。

## 演じた役者
俳優
- TBS
  - 国広富之
    - 『ザ・サスペンス』「後鳥羽伝説殺人事件」（1982年8月21日）

  - 辰巳琢郎
    - 『月曜ドラマスペシャル』「浅見光彦シリーズ」・初代（1994年4月25日 - 2000年3月27日）全13作

  - 沢村一樹
    - 『月曜ドラマスペシャル』⇒『月曜ミステリー劇場』⇒『月曜ゴールデン』「浅見光彦シリーズ」・2代目（2000年9月4日 - 2012年9月3日）全18作
    - 『水曜劇場』「浅見光彦〜最終章〜」（2009年10月21日 - 2009年12月16日）全9回。合計全27作

  - 速水もこみち
    - 『月曜ゴールデン』「浅見光彦シリーズ」・3代目（2013年2月25日 - 2016年3月28日）全4作

  - 平岡祐太
    - 『月曜名作劇場』「新・浅見光彦シリーズ」・4代目（2017年10月30日 - ）2019年1月までに5作。
- テレビ朝日
  - 篠田三郎
    - 『土曜ワイド劇場』「小樽殺人事件」（1986年10月11日）
- 日本テレビ
  - 水谷豊
    - 『火曜サスペンス劇場』「浅見光彦ミステリー」（1987年9月8日 - 1990年7月3日）全8作

  - 高嶋政伸
    - 『火曜サスペンス劇場』「貴賓室の怪人」（2002年2月5日）
- フジテレビ
  - 榎木孝明
    - 角川映画「天河伝説殺人事件」（1991年3月16日公開）
    - 『金曜エンタテイメント』「浅見光彦シリーズ」・初代（1991年3月16日 - 2002年4月12日）全14作。合計全15作

  - 中村俊介
    - 『金曜エンタテイメント』⇒『金曜プレステージ』⇒『赤と黒のゲキジョー』⇒『金曜プレミアム』「浅見光彦シリーズ」・2代目（2003年2月28日 - 2018年3月29日）全39作[5]
- テレビ東京
  - 岩田剛典
    - 『月曜プレミア8』「内田康夫サスペンス 浅見光彦シリーズ」（2022年2月28日 - ）2022年12月までに2作。
- 舞台
  - 布川隼汰
    - 2024年に初めて浅見光彦シリーズを舞台化その第１作目『後鳥羽上皇伝説殺人事件』で演じる。また、ナレーションにはフジテレビドラマで光彦や兄の陽一郎を演じた榎木孝明がつとめる。野上役にも同じくフジテレビドラマで初代陽一郎を演じた西岡德馬が演じている。

声優
- 羽多野渉
  - ゲーム 『内田康夫DSミステリー 名探偵・浅見光彦シリーズ「副都心連続殺人事件」』
  - ドラマCD 『浅見光彦シリーズ「後鳥羽伝説殺人事件」』

浅見光彦を登場させる切っ掛けとなったのは、第三作『後鳥羽伝説殺人事件』執筆中に、登場する刑事のキャラクターや行動パターンが第一作『死者の木霊』と似通ってきたと気付き（執筆当初は第一作同様、事件の謎に迫り解決に向かう“主役”は「刑事」の側であった）、少し変化をつけるため事件被害者の側に素人探偵として登場させたもの。被害者の女性の兄という設定で『後鳥羽伝説殺人事件』1作だけの登場人物の予定だった。このため「浅見光彦」という名前も深く考えずに命名した。また浅見の妹の一人（長女・祐子）はこの作品内で殺されたが、もう一人下に妹がいるという設定にしていた。ところが内田自身そのことを完全に失念して以降の作品に登場させなかったが、読者からの手紙で指摘され愕然としたという。なおテレビドラマの浅見光彦シリーズではその妹（次女・佐和子）はよく登場している。
火曜サスペンス劇場（1987年6月 - 1990年7月、日本テレビ、全8作）版 浅見光彦ミステリーでは水谷豊が浅見役を演じたものの、浅見の服装が原作とあまりにかけ離れている事に原作者の内田が抗議したが、局側がこれを無視した為に打ち切られた（主人公を「朝比奈周平」に変更しその後もシリーズは4本製作されている）。1998年の月曜ドラマスペシャル「蜃気楼」では、沢村一樹が犯人役で出演している。2002年に火曜サスペンス劇場の20周年記念作品の一つとして製作された「貴賓室の怪人」では高嶋政伸が同枠2代目の浅見役を演じたが、この作品では浅見の母・雪江を高嶋の実母・寿美花代が、浅見の兄・陽一郎を高嶋の実兄・髙嶋政宏がそれぞれ演じていた。
内田は週刊文春の阿川佐和子との対談で浅見役に織田裕二を希望したことがある。また、お気に入りは映画版および「金曜エンタテイメント」版浅見光彦シリーズの初代浅見光彦を務めた榎木孝明であったと語っている。事実、内田は浅見シリーズ115冊目にあたる自作『黄金の石橋』に榎木をモデルにした役者・絵樹卓夫を登場させている。なお同作は「金曜エンタテイメント版浅見光彦シリーズ」の14作目にあたり「榎木版浅見シリーズ」の最終作ともなった。榎木は浅見と絵樹の2役を同時に演じ、話題を呼んだ（絵樹卓夫役を次代の浅見光彦役に演じてもらうという案もあった）。その後、榎木は内田のたっての希望により同シリーズで西岡徳馬に替わって浅見の兄・陽一郎役を演じている。榎木によれば、陽一郎役で出演し続けることが内田からの光彦役降板の条件であったという。榎木も映画出演を機に浅見シリーズを読み始めた際、浅見のキャラクターが自分にそっくりであり、映画のイベントで内田と初めて対面した際も初対面の感覚がなく、ずっと以前から知っているという不思議な感覚に陥ったと語っている。

## パロディ
- ケータイ刑事銭形結-（2010年、BS-TBS）辰巳琢郎「あさみつひこ」